# Keldon Johnson
Keldon Johnson (ur. 11 października 1999 w Chesterfield) – amerykański koszykarz występujący na pozycji niskiego skrzydłowego, aktualnie zawodnik San Antonio Spurs.
W 2018 wystąpił w meczu gwiazd amerykańskich szkół średnich – McDonald’s All-American. Został też wybrany najlepszym zawodnikiem szkół średnich stanu Wirginia (Virginia Gatorade Player of the Year). Zaliczono go również do II składu USA Today's All-USA.

## Osiągnięcia
Stan na 2 lipca 2019, na podstawie, o ile nie zaznaczono inaczej.
NCAA
- Uczestnik rozgrywek Elite 8 turnieju NCAA (2019)
- Najlepszy pierwszoroczny zawodnik konferencji Southeastern (SEC – 2019)[3]
- Zaliczony do:
  - I składu najlepszych pierwszorocznych zawodników SEC (2019)
  - II składu SEC (2019)
- Najlepszy pierwszoroczny zawodnik kolejki konferencji SEC (26.11.2018, 17.12.2018, 28.01.2019)

Reprezentacja
- Mistrz olimpijski (2020)[4]